# Гадегаст
Гадегаст (њем. Gadegast) општина је у њемачкој савезној држави Саксонија-Анхалт. Једно је од 39 општинских средишта округа Витенберг. Према процјени из 2010. у општини је живјело 198 становника. Посједује регионалну шифру (AGS) 15091095.

## Географски и демографски подаци
Гадегаст се налази у савезној држави Саксонија-Анхалт у округу Витенберг. Општина се налази на надморској висини од 77 метара. Површина општине износи 11,2 km². У самом мјесту је, према процјени из 2010. године, живјело 198 становника. Просјечна густина становништва износи 18 становника/km².